# Тепломісткість океану

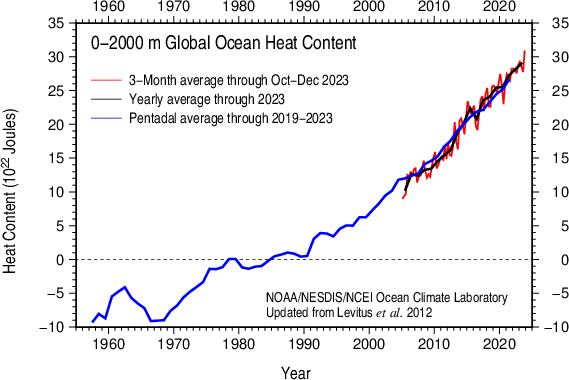
Тепломісткість океану (ТО), NOAA 2012

Тепломісткість океану (ТО) — кількість тепла, яку містить в собі океанська вода. Океанографія і кліматологія є тими галузями науки, які вивчають ТО. Зміни в ТО відіграють важливу роль у підвищенні рівня моря внаслідок теплового розширення. Можна сказати з високою впевненістю, що на нагрівання океану припадає 90% енергії, яка накопичилась між 1971 і 2010 роками внаслідок глобального потепління.

## Визначення і вимірювання
Тепломісткість океану можна визначити за формулою:
{\displaystyle H=\rho c_{p}\int _{h2}^{h1}T(z)dz}
{\displaystyle \rho } — густина води, {\displaystyle c_{p}} — питома теплоємність морської води, h2 — глибина дна, h1 — верхня межа глибини, {\displaystyle T(z)} — температурний профіль.
ТО обчислюється з вимірів температури, які зроблені за допомогою пляшок Нансена. Проект Арго розгорнув 3000 (станом на 2007 рік) буїв навколо Світового океану, які періодично пірнають, щоб виміряти температуру і ступінь солоності води. World Ocean Database Project є найбільшою базою даних температурних профілів у всіх океанах світу.

## Нещодавні зміни
Кілька досліджень в останні роки визначили збільшення протягом багатьох десятиліть ТО у глибоких і верхніх шарах і віднесли це збільшення до антропогенного глобального потепління. Від 1950 років більше половини збільшення ТО припадає на поверхневі шари (до 300 м) і дає зростання температури в цих шарах десь на 0,04 °C за десятиліття. Дослідження, які ґрунтуються на даних Арго показують, що зміни у характері вітрів біля поверхні океану, особливо субтропічних пасатів у Тихому океані, відповідальні за зміну у вертикальному розподілі тепла в океані. Це призводить до змін в характері морських течій, і збільшення термохалінної циркуляції, яке також пов'язане з явищами Ель-Ніньйо і Ла-Нінья. Модельні дослідження показують, що океанічні течії переносять більше тепла в більш глибокі шари (понад 300 м) впродовж років, коли відбувається Ла-Нінья, після змін у характері циркуляції вітрів. Роки, в які глибші шари океану поглинали підвищену кількість тепла, були пов'язані з негативними фазами десятилітніх тихоокеанських коливань. Це становить особливий інтерес для вчених-кліматологів, які використовують дані, щоб оцінити ступінь нагрівання океану.
Дослідження 2015 року показало, що збільшення тепломісткості Тихого океану було призупинене різким збільшенням ТО в Індійському океані завдяки переносу тепла з Тихого океану в Індійський Індонезійською течією